# Eugenia longifolia
Eugenia longifolia är en myrtenväxtart som beskrevs av Dc.. Eugenia longifolia ingår i släktet Eugenia och familjen myrtenväxter. Inga underarter finns listade i Catalogue of Life.